# Grete Ingeborg Nykkelmo
Grete Ingeborg Nykkelmo (* 25. Dezember 1961) ist eine ehemalige norwegische Biathletin und Skilangläuferin.
Bei den Nordischen Skiweltmeisterschaften 1985 in Seefeld in Tirol gewann sie die Goldmedaille über 20 Kilometer und zwei Bronzemedaillen über die 5 Kilometer und die 10 Kilometer. Zudem wurde sie mit der norwegischen Staffel Vizeweltmeisterin. Alle Wettbewerbe wurden damals in der klassischen Technik ausgetragen. In ihrer Karriere als Skilangläuferin konnte Nykkelmo zwei Weltcupwettbewerbe für sich entscheiden. 1985 belegte sie den zweiten Platz in der Gesamtwertung des Skilanglauf-Weltcups. 
Im finnischen Lahti konnte sie bei den Biathlon-Weltmeisterschaften 1991 über 7,5 Kilometer triumphieren und belegte hinter Petra Schaaf den zweiten Platz über 15 Kilometer. Auch mit der norwegischen Staffel gewann sie wie schon 1990 die Silbermedaille.
Grete Ingeborg Nykkelmo ist mit dem ehemaligen norwegischen Langläufer Vegard Ulvang verheiratet.